# Anderson Duffey Packers 1948-1949
La stagione 1948-49 degli Anderson Duffey Packers fu la 3ª e ultima nella NBL per la franchigia.
Gli Anderson Duffey Packers vinsero la Eastern Division con un record di 49-15. Nei play-off vinsero la semifinale di division con i Syracuse Nationals (3-1), vincendo poi il titolo battendo nella finale NBL gli Oshkosh All-Stars (3-0).

## Roster
| N° | Naz.                   | Ruolo | Sportivo          | Anno | Alt. | Peso |
| -- | ---------------------- | ----- | ----------------- | ---- | ---- | ---- |
|    | Stati Uniti (bandiera) | G     | Frankie Brian     | 1923 | 185  | 82   |
|    | Stati Uniti (bandiera) | AC    | Milo Komenich     | 1920 | 201  | 96   |
|    | Stati Uniti (bandiera) | A     | Ed Stanczak       | 1921 | 185  | 84   |
|    | Stati Uniti (bandiera) | AC    | Howie Schultz     | 1922 | 198  | 91   |
|    | Stati Uniti (bandiera) | G     | Ralph Johnson     | 1921 | 180  | 77   |
|    | Stati Uniti (bandiera) | AC    | Bill Closs        | 1922 | 196  | 88   |
|    | Stati Uniti (bandiera) | GA    | John Hargis       | 1920 | 188  | 82   |
|    | Stati Uniti (bandiera) | G     | Frank Gates       | 1920 | 183  | 73   |
|    | Stati Uniti (bandiera) | GA    | Dillard Crocker   | 1925 | 193  | 93   |
|    | Stati Uniti (bandiera) | G     | Murray Mendenhall | 1925 | 178  | 70   |
|    | Stati Uniti (bandiera) | A     | Jack Walton       | 1926 | 188  | 88   |

## Staff tecnico
- Allenatore: Murray Mendenhall